# Creatures (entreprise)
Pour les articles homonymes, voir Creatures et APE.
 (décembre 2019).
Si vous disposez d'ouvrages ou d'articles de référence ou si vous connaissez des sites web de qualité traitant du thème abordé ici, merci de compléter l'article en donnant les références utiles à sa vérifiabilité et en les liant à la section « Notes et références ».
 (décembre 2019).
Creatures Incorporated (株式会社クリーチャーズ, Kabushiki-gaisha Kurichazu) est une entreprise japonaise éditrice de jeux vidéo et de jouets, affiliée à Nintendo. Elle a été créée par Tsunekazu Ishihara sous le nom Ape Incorporated en tant que coentreprise de Nintendo et HAL Laboratory.
Elle est à l'origine des jeux de cartes à collectionner et des jouets Pokémon dont elle possède un tiers des droits d'auteur de la franchise. Elle a créé de nombreux jeux pour les consoles de Nintendo.
Elle est dirigée par Hirokazu Tanaka.

## Jeux développés
- Mother (1989)
- EarthBound (1994)
- Mario's Super Picross (1995)
- The Monopoly Game 2 (1995)
- Mario's Picross (1995)
- Chee-Chai Alien (2001)
- Nonono Puzzle Chalien (2004)
- Poképark Fishing Rally DS (2005)
- Mother 3 (2006)
- Project Hacker: Kakusei (2006)
- Pokémon Ranger (2006)
- Marche avec moi ! Quel est ton rythme ? (2008)
- Pokémon Ranger : Nuit sur Almia (2008)
- PokéPark Wii : La Grande Aventure de Pikachu (2009)
- Pokémon Ranger : Sillages de lumière (2010)
- PokéPark 2 : Le Monde des Vœux (2011)
- Détective Pikachu : La naissance d’un nouveau duo  (2016)
- Détective Pikachu (2018)
- Le Retour de Détective Pikachu (2023)